# Zygmunt Żyłka-Żebracki
Zygmunt Żyłka-Żebracki, ps. „Żeliwa”, „Ax”, „Czarny”, „Zygmunt”, „Żelan”, także jako Henryk Zygmunt (ur. 22 kwietnia 1907 w Jaćmierzu, zm. 6 lipca 1997 w Sanoku) – pułkownik Wojska Polskiego, kawaler Krzyża Złotego i Krzyża Srebrnego Orderu Wojennego Virtuti Militari, inżynier budownictwa lądowego.

## Życiorys

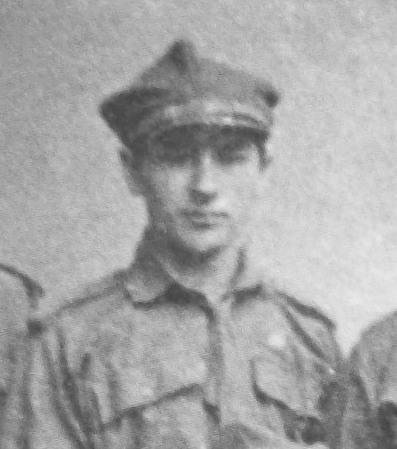
Zygmunt Żyłka-Żebracki jako harcerz (1924)

Zygmunt Żebracki urodził się 22 kwietnia 1907 w Jaćmierzu. Był synem Piotra (ur. 1862, rolnik, szewc, zm. 22 kwietnia 1937 w Sanoku w wieku 75 lat) i Józefy z domu Ząbkiewicz (zm. 28 września 1940 w Krakowie w wieku 75 lat). W młodości należał do Związku Harcerstwa Polskiego. W 1923, wspólnie z trzema innymi harcerzami i uczniami Państwowego Gimnazjum im. Królowej Zofii w Sanoku (Fritz Hotze, Józef Pudełko, Tadeusz Riedrich), postawił Krzyż Powstańców na cmentarzu przy ulicy Rymanowskiej dla upamiętnienia polskich zrywów niepodległościowych, umieszczając na nim tabliczkę z napisem: Bohaterom z 1831/63 Harcerze 1923. W sanockim hufcu pełnił funkcje zastępowego, plutonowego, drużynowego III Drużyny im. Stefana Czarnieckiego. W 1927 ukończył VIII klasę w Państwowym Gimnazjum im. Królowej Zofii w Sanoku, lecz nie zdał egzaminu dojrzałości zarówno w 1927, jak i w 1928. W okresie młodzieńczym życia w Sanoku mieszkał z rodziną w domu przy ul. Stanisława Konarskiego 30.
W latach 1930–1931 ukończył Kurs Unitarny w Szkole Podchorążych Piechoty w Różanie, a w latach 1931–1933 był podchorążym Szkoły Podchorążych Piechoty w Ostrowi Mazowieckiej. Uchwałą Magistratu w Sanoku z pierwszej połowy 1933 został uznany przynależnym do gminy Sanok. 5 sierpnia 1933 został mianowany przez Prezydenta RP Ignacego Mościckiego na stopień podporucznika ze starszeństwem z dniem 15 sierpnia 1933 i 159. lokatą w korpusie oficerów piechoty oraz postanowieniem Ministra Spraw Wojskowych wcielony do 15 pułku piechoty „Wilków” w Dęblinie. Zawodową służbę wojskową rozpoczął na stanowisku dowódcy plutonu. W okresie od 1935 do 1937 ukończył kurs chemiczny w Centrum Wyszkolenia Chemicznego i kurs inżynieryjny dla oficerów przy Centrum Wyszkolenia Saperów w Modlinie. W rezultacie uzyskał uprawnienia do prowadzenia szkolenia kadr i prowadzenia robót w dziale inżynieryjnym. 1 stycznia 1936 roku otrzymał awans na porucznika w korpusie oficerów zawodowych piechoty. W ostatnich latach II Rzeczypospolitej pełnił służbę na stanowisku instruktora pułkowej szkoły podoficerskiej oraz wykładowcy Dywizyjnego Kursu Podchorążych Rezerwy 28 DP przy 15 pułku piechoty „Wilków” w Dęblinie. W jego ramach na wiosnę 1939 stworzył sekcję szermierczą.
Po wybuchu II wojny światowej w kampanii wrześniowej 1939 walczył jako dowódca plutonu pionierów 15 pułku piechoty. 7 września brał udział w bitwie pod Pabianicami, gdzie jego pluton został rozbity, po czym przedostał się do Twierdzy Modlin, uczestniczył w jej obronie, a po jej poddaniu pozostawał w ukryciu w rejonie Maciejowic. Po nastaniu okupacji niemieckiej zaangażował się w organizowanie kolejnych organizacji podziemnych: Służby Zwycięstwu Polski, Związku Walki Zbrojnej i Armii Krajowej. W listopadzie 1939, za sprawą mjr. Stefana Drewnowskiego został zaprzysiężony do SZP, promowany przez mjr. Józefa Spychalskiego na stanowisko Komendanta Obwodu Garwolin AK (krypt. „Gołąb”), otrzymując polecenie organizowania struktur konspiracyjnych w powiecie garwolińskim. Wskutek jego działań wcielono do ZWZ siedem pomniejszych organizacji konspiracyjnych działających z tego obszaru i zorganizowano oddział dywersyjny Związku Odwetu ZWZ. Jednocześnie od 1940 zawodowo utrzymywał się z pracy w Zarządzie Drogowym i Zarządzie Dróg Wodnych w Puławach. Po wykonanym zadaniu rozbudowy służb w terenie, 3 maja 1942 został awansowany na stopień kapitana służby stałej. W czasie bezpośredniego niebezpieczeństwa ujawnieniem jego tożsamości i zagrożenia aresztowaniem w czerwcu 1942 przeniesiono go w inne miejsce działań. W sierpniu 1942 został komendantem Obwodu Puławy AK. Z jego inicjatywy stworzono lotne oddziały partyzanckie w obszarze Obwodu, a jednocześnie sformowano 15 pułk piechoty „Wilków” AK w szerokim planie odtwarzania Sił Zbrojnych sprzed 1939. Po rozpoczęciu Akcji „Burza” prowadzonej w Okręgu Lublin AK funkcjonował jako dowódca i zwierzchnik 15 pułku piechoty „Wilków” AK. Jego starania przyniosły scalenie oddziałów Batalionów Chłopskich i Armii Krajowej. 3 maja 1944 otrzymał awans na stopień majora. Po aresztowaniu Stanisława Kowalskiego ps. „Konrad”, w listopadzie 1944 został Inspektorem Inspektoratu Rejonowego AK Puławy. Po formalnym rozwiązaniu Armii Krajowej na początku 1945 i wkroczeniu wojsk sowieckich nie ujawnił się i nadał działał w podziemiu. Decyzją władz RP na uchodźstwie (ministra RP na emigracji) w 1945 otrzymał awans na stopień podpułkownika. Działał także w ramach Ruchu Oporu Armii Krajowej (ROAK) i Delegatury Sił Zbrojnych na Kraj.

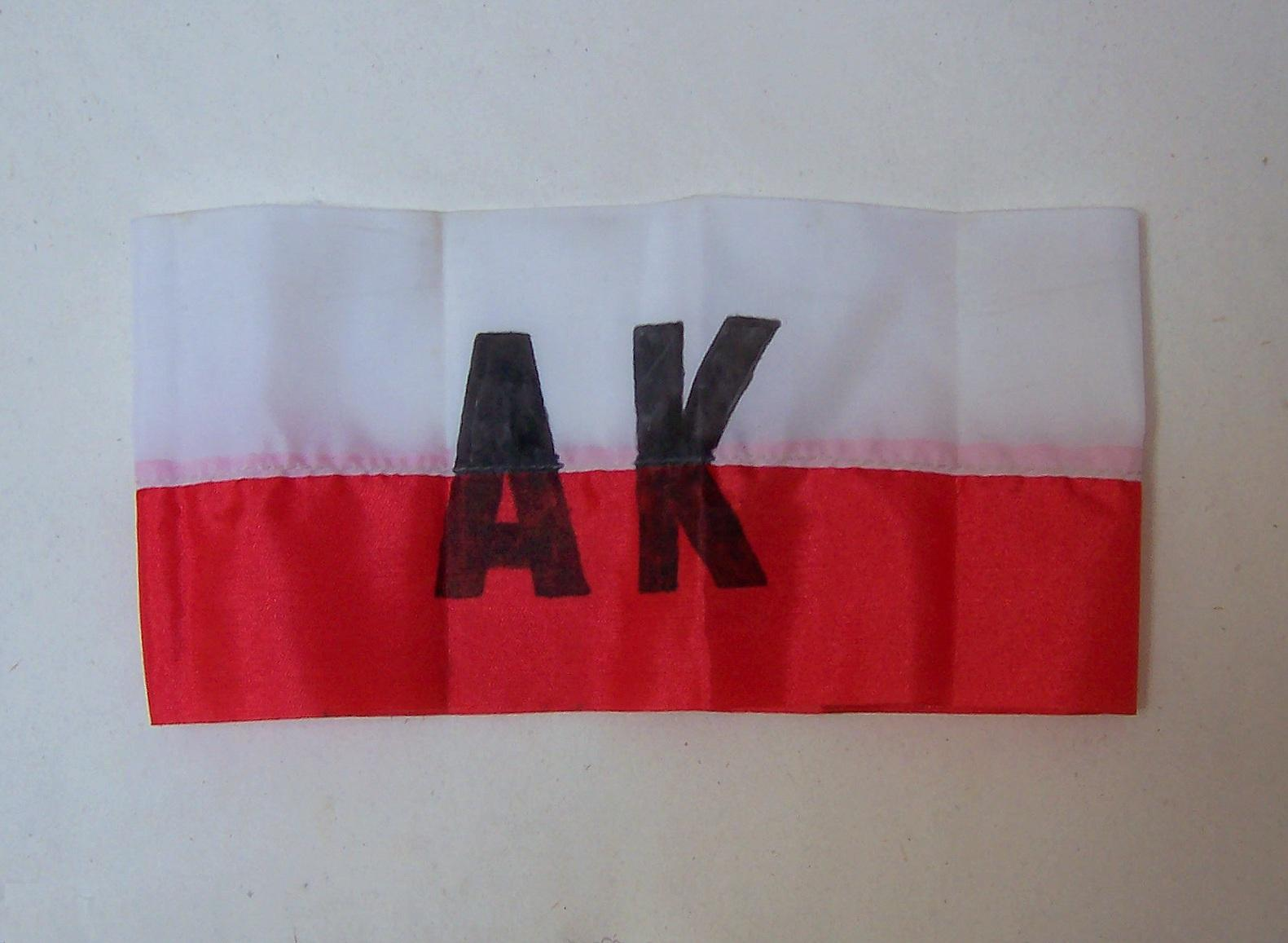
Opaska na ramię Armii Krajowej, należąca do płk. Zygmunta Żyłki-Żebrackiego

W czasie trwającej wojny i okupacji niemieckiej Zygmunt Żyłka-Żebracki nie wydawał wyroków śmierci oraz rozkazów pozbawiania życia kogokolwiek. Także wobec swoich podwładnych stosował zasadę, wedle której dawał możliwość poprawy i naprawienia wyrządzonej krzywdy. Po latach określił swoją postawę słowami:

Nie mam na sumieniu niczyjego życia.

21 marca 1945 został aresztowany przez NKWD w praskiej dzielnicy Warszawy podczas odprawy. Był przetrzymywany w aresztach w Warszawie, siedzibie NKWD w Lublinie przy ul. Chopina i na zamku w Lublinie i w tym czasie brutalnie traktowany. W wyniku ogłoszonej amnestii, jednak bez przeprowadzonej rozprawy sądowej, 16 marca 1946 wyszedł na wolność i miesiąc później rozpoczął ponownie działalność konspiracyjną. Przystąpił do Zrzeszenia „Wolność i Niezawisłość”, w ramach którego został szefem wywiadu Komendy Okręgu Lublin. W związku z tą działalnością w listopadzie 1946 został ponownie aresztowany, w czasie śledztwa był poddawany torturom, po czym, na mocy amnestii z 22 lutego 1947, odzyskał wolność w połowie czerwca 1947, bez przeprowadzonej rozprawy sądowej. 27 lipca 1952 został po raz kolejny aresztowany przez Urząd Bezpieczeństwa. Zarzutem była przynależność do nielegalnej organizacji „Dzwon”, a w wyniku procesu sądowego, 30 września 1953 wyrokiem Wojskowego Sądu Rejonowego w Warszawie został skazany na karę 12 lat pozbawienia wolności, pozbawienie praw publicznych i obywatelskich praw honorowych na okres 5 lat oraz przepadek mienia. Był osadzony w zakładach karnych Warszawa-Mokotów, Wronkach i Barczew. W wyniku kolejnej amnestii warunkowo wyszedł na wolność 7 listopada 1956, po czym w 1957 został prawnie zrehabilitowany. 27 lipca 1970 został znów aresztowany, tym razem pod zarzutem przynależności do organizacji „Ruch”. Był osadzony w warszawskim areszcie śledczym, zaś zwolniony został niespełna rok później, 15 maja 1971, w wyniku umorzenia prowadzonej sprawy. 
Po wojnie pracował zawodowo w stolicy, wpierw w Państwowym Przedsiębiorstwie Traktorów i Maszyn, później w Zakładach Przemysłu Drzewnego i Zjednoczeniu Budownictwa Miejskiego (Oddział IV). W 1956 był zatrudniony w Biurze Architektoniczno-Konstrukcyjnym, następnie jako kierownik budowy w Spółdzielni Mieszkaniowo-Budowlanej „Prasa-Blok” w latach 1957-1958 oraz jako zastępca kierownika budowy w SPB OW1. 18 czerwca 1960 w Technikum Budowlanym Nr 1 im. Zdzisława Mączeńskiego przy ul. Górnośląskiej 31 zdał egzamin dojrzałości dla eksternów w zakresie programu technikum budowlanego w Ministerstwie Oświaty w Warszawie, uzyskując tytuł technika budowlanego. W 1961 podjął wyższe studia zawodowe na Wydziale Budowlanym Wyższej Szkoły Inżynierskiej w Warszawie (przy Naczelnej Organizacji Technicznej), które ukończył uzyskując 31 sierpnia 1964 tytuł inżyniera budownictwa lądowego. Kolejne stanowiska pracy tracił po ujawnieniu jego działalności konspiracyjnej z przeszłości. Od 1960 pracował w Zjednoczeniu Przedsiębiorstw Robót Kolejowych w Warszawie w Wydziale Techniki i Racjonalizacji (starszy inspektor techniczny, starszy inżynier), a zamieszkiwał przy ul. Henryka Wieniawskiego 5 w dzielnicy Żoliborz, nieopodal kościoła św. Stanisława Kostki. 
Od lat 70. zaangażował się w gromadzenie materiałów i wiedzy historycznej o jednostkach AK, w których służył oraz organizowanie byłych jej żołnierzy. Dokonywał weryfikowania członków konspiracji AK-kowskiej i wspierał uzyskiwanie praw kombatanckich przez byłych żołnierzy. Jego staraniem powstała monografia 15 pułku piechoty „Wilków” AK pt. Zarys historii 15 Pułku Piechoty „Wilków” (pierwotnie opracowanie zostało skonfiskowane po jego aresztowaniu w 1970), ustanowiono sztandar tego pułku. Był honorowym przewodniczącym Społecznego Komitetu ds. Obchodów Święta Niepodległości, organizującego z ramienia NSZZ „Solidarność” uroczystości 11 listopada po wprowadzeniu stanu wojennego z 1981. Z jego inicjatywy dokonywano upamiętnień – pomników i tablic pamiątkowych, w tym żołnierzy AK w obwodzie Puławy (m.in. kościół w Rykach, Zamek w Lublinie), a także w kościele Przemienienia Pańskiego w Sanoku. W 1991 Minister Obrony Narodowej, na wniosek Światowego Związku Żołnierzy Armii Krajowej, awansował Zygmunta Żyłkę-Żebrackiego na stopień pułkownika w stanie spoczynku. Postanowieniem Sądu Wojewódzkiego w Warszawie z 23 stycznia 1992 stwierdzono nieważność wyroku WSR w Warszawie z 30 września 1953.

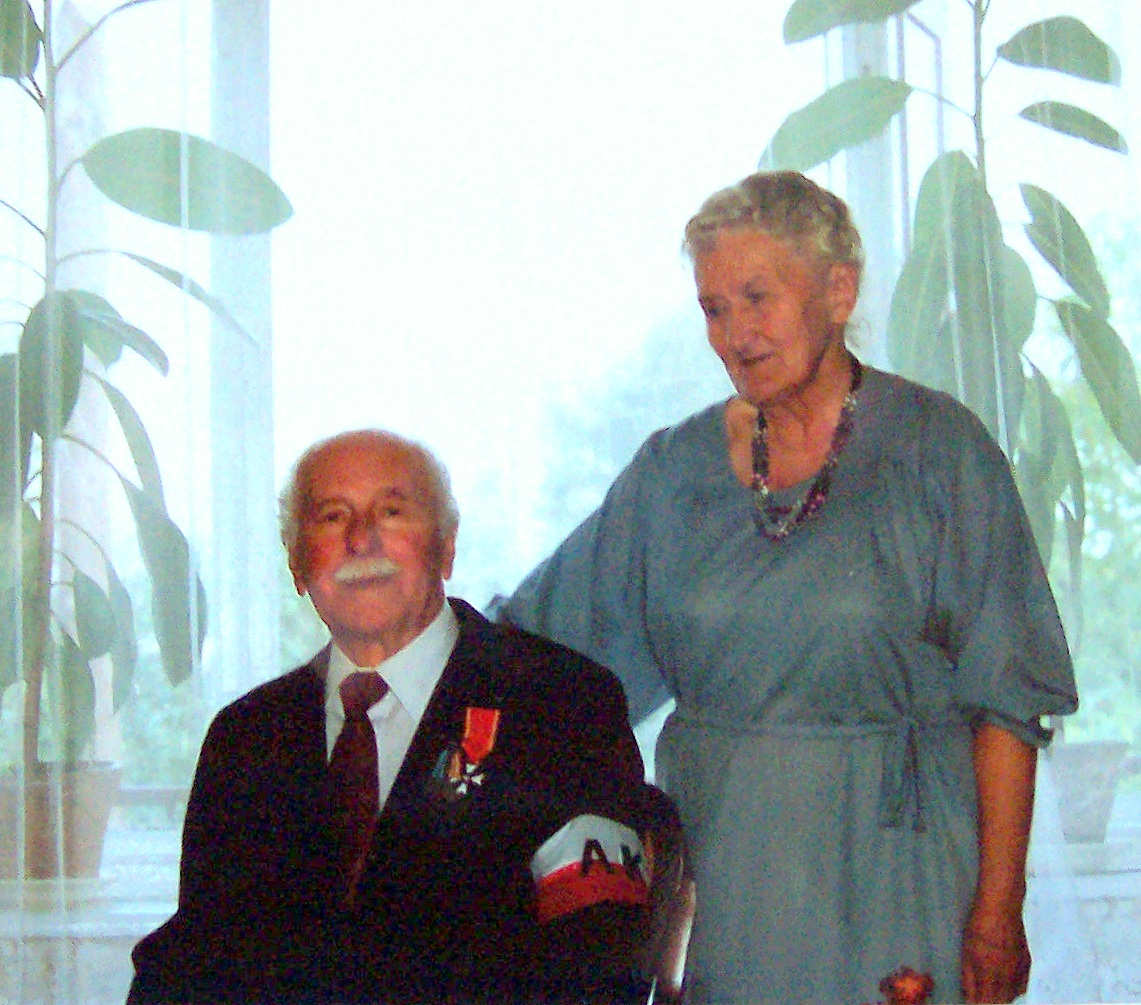
Płk Zygmunt Żyłka-Żebracki udekorowany Orderem Odrodzenia Polski, wraz z żoną Marią (1994)

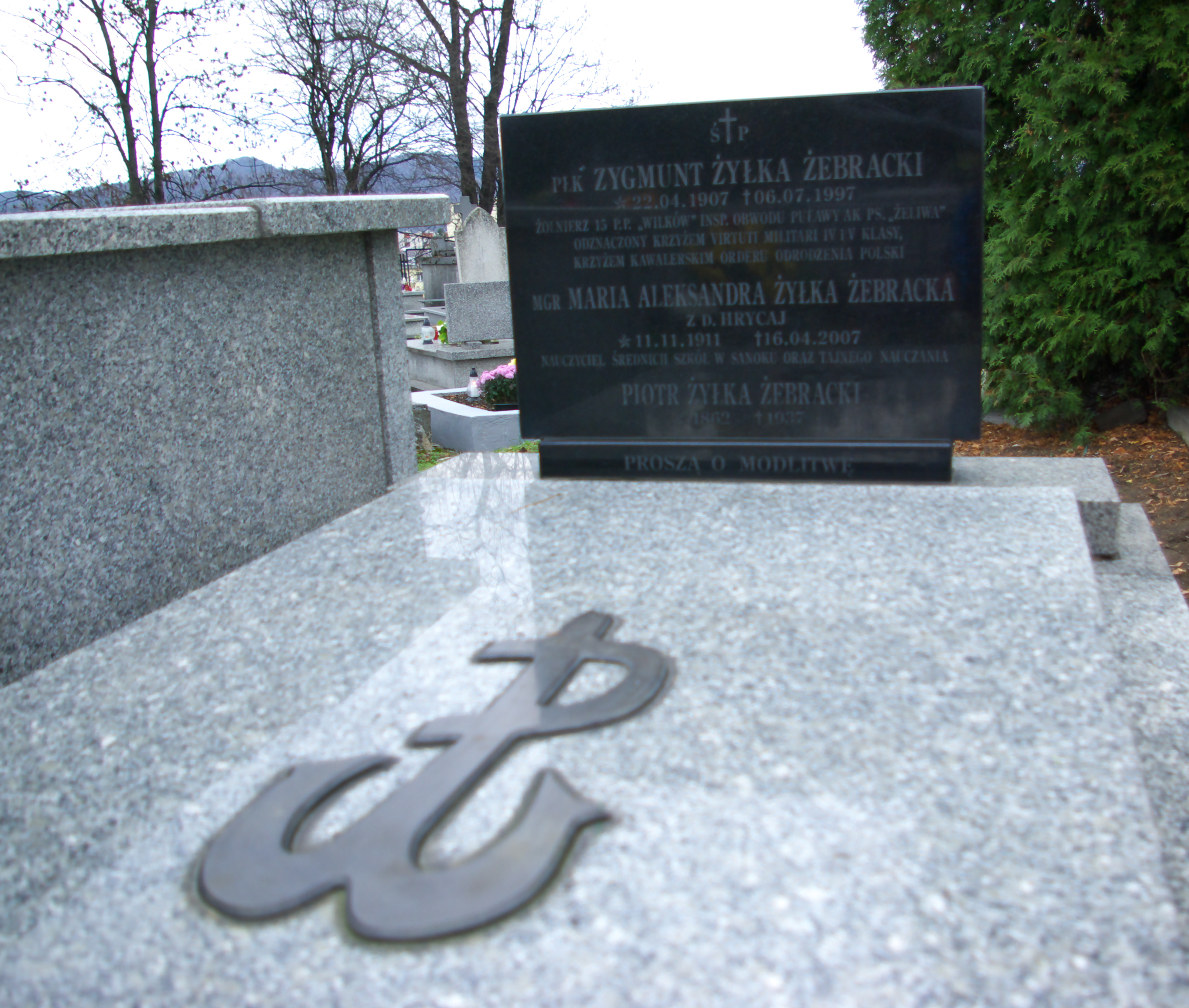
Grobowiec rodziny Żyłka-Żebrackich w Sanoku

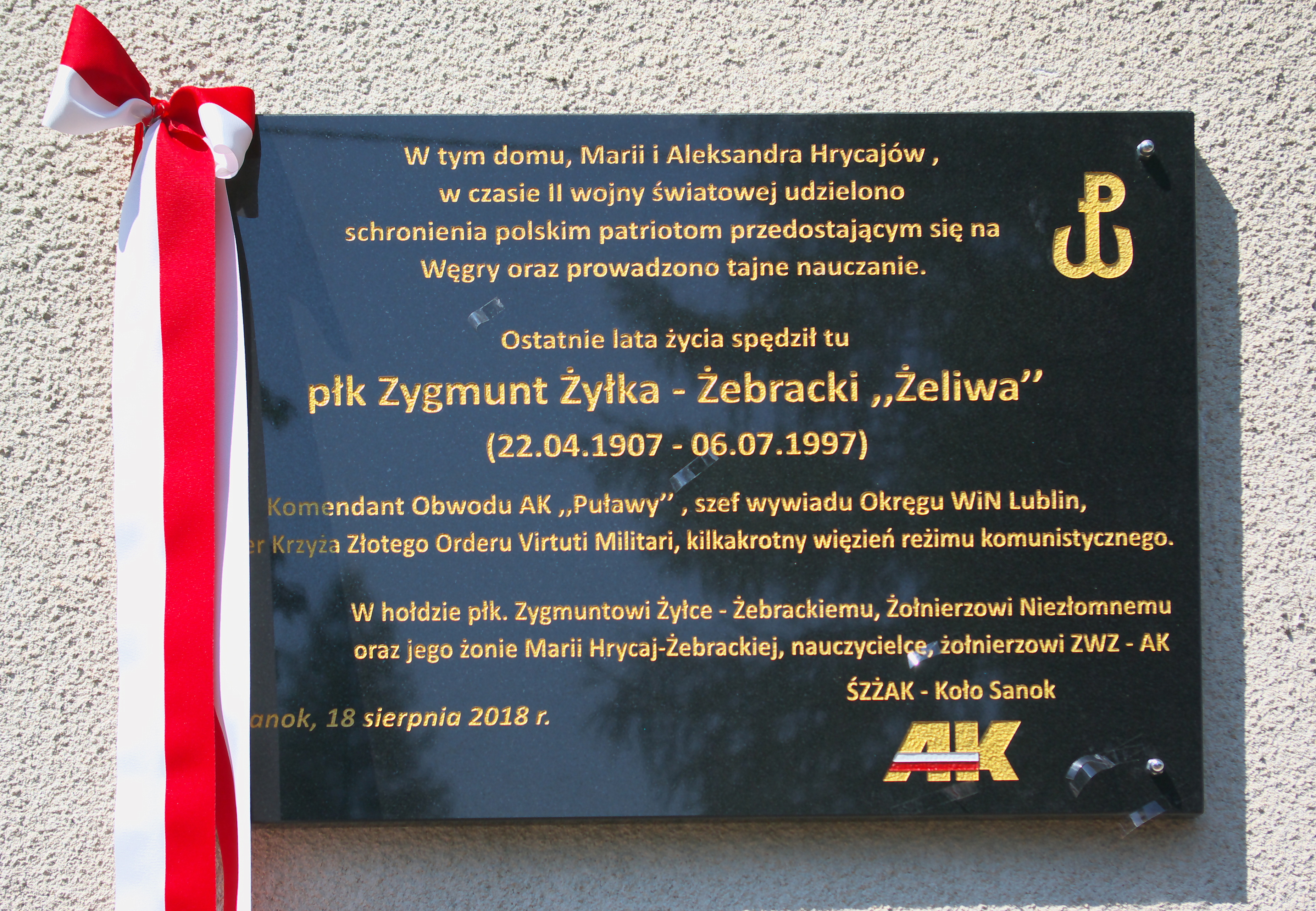
Tablica upamiętniająca pułkownika w Sanoku

12 lipca 1971 w Sanoku zawarł związek małżeński z Marią Aleksandrą Hrycaj, ur. 11 listopada 1911 w Borzęcinie jako córka Aleksandra (1873-1950, funkcjonariusz żandarmerii II RP i Policji Państwowej) i Marii z domu Gawełek (ur. 1886 lub 1887-1965), siostra Heleny (ur. 1921, od 1945 zamężna z Wiesławem Jarą, bratem Zbigniewa), absolwentka geografii na Wydziale Filozoficznym Uniwersytetu Jagiellońskiego, przedwojenna nauczycielka, w czasie okupacji niemieckiej zaangażowana w działalność konspiracyjną, funkcjonując pod pseudonimem „Azalia Pontyńska”, współdziałała na rzecz Polaków udających przez Sanok na Węgry oraz udzielała się jako nauczycielka tajnego nauczania, po wojnie nauczycielka biologii i geografii w II Liceum Ogólnokształcącym im. Marii Skłodowskiej-Curie w Sanoku, zm. 16 kwietnia 2007 w Sanoku). 30 kwietnia 1974 przeszedł na emeryturę. Zamieszkał wraz z żoną w Sanoku, w jej domu rodzinnym przy ul. Płowieckiej 11a w dzielnicy Zatorze (po przemianowaniu, pod adresem Za Potokiem 3). Podobnie jak w służbie wojskowej, także w życiu prywatnym Zygmunt Żyłka-Żebracki zachowywał nieugięcie zasady (m.in. nie spożywał alkoholu, nie palił papierosów, utrzymywał dbałość wypowiedzi nie używając wulgaryzmów, był uważany za dżentelmena). Z uznaniem i szacunkiem o nim wspominał ks. Adam Sudoł, który w ostatnich latach jego życia był dla niego bliskim znajomym i częstym gościem w domu. Nieludzkie metody stosowane podczas przesłuchań oraz pobyt w więzieniu spowodowały trwały uszczerbek na jego zdrowiu, w związku z czym przez wiele lat chorował. Zmarł 6 lipca 1997 w Sanoku. Został pochowany w grobowcu rodzinnym na Cmentarzu Centralnym w Sanoku 9 lipca 1997.
Zygmunt Żyłka-Żebracki miał brata Jana (ur. 1900, także żołnierz AK, podczas wojny aresztowany przez Niemców, 30 marca 1945 poniósł śmierć w obozie koncentracyjnym Buchenwald). Był szwagrem Tadeusza Wojtowicza (mąż siostry Marii Hrycaj, Zofii). Żona pułkownika, Maria Żyłka-Żebracka, była siostrzenicą dr. Franciszka Gawełka.

## Upamiętnienie
W dniu 18 sierpnia 2018 odbyły się w Sanoku uroczystości upamiętniające płk. Zygmunta Żyłkę-Żebrackiego, zorganizowane przez Światowy Związek Żołnierzy Armii Krajowej Koło w Sanoku, podczas których została odsłonięta tablica pamiątkowa pułkownika na budynku przy ul. Za Potokiem 3, w którym zamieszkiwał wraz z żoną Marią; organizatorką uroczystości była hm. Krystyna Chowaniec, a fundatorami tablicy byli krewni małżeństwa Żyłka-Żebrackich, rodzina Granickich (w tym Wanda z domu Hrycaj) oraz prof. Barbara Adamiak, która była inicjatorką upamiętnienia i dokonała odsłonięcia tablicy wspólnie z wiceburmistrzem Sanoka, Edwardem Olejką).

## Awanse oficerskie
- podporucznik (15 sierpnia 1933)
- porucznik (1 stycznia 1936)
- kapitan (3 maja 1942)
- major (3 maja 1944)
- podpułkownik (1945)
- pułkownik (1991)

## Ordery i odznaczenia
- Krzyż Złoty Orderu Virtuti Militari (wrzesień 1944, za efektywną i owocną pracę konspiracyjną)
- Krzyż Srebrny Orderu Virtuti Militari nr 14298 (wrzesień 1939, odznaczony przez Naczelnego Wodza Polskich Sił Zbrojnych za męstwo i odwagę na polu bitwy podczas kampanii wrześniowej)[27][28][29]
- Krzyż Kawalerski Orderu Odrodzenia Polski (1994, za wybitne zasługi w działalności na rzecz organizacji kombatanckiej)[30][d]
- Krzyż Walecznych – czterokrotnie
- Złoty Krzyż Zasługi z Mieczami
- Krzyż Armii Krajowej